# Tour de France 2022
Cet article concerne le Tour de France cycliste masculin 2022. Pour le Tour de France cycliste féminin 2022, voir Tour de France Femmes 2022.
Le Tour de France 2022 est la 109e édition du Tour de France cycliste, organisée dans le cadre de l'UCI World Tour 2022. Le grand départ a lieu le 1er juillet 2022 à Copenhague et l'arrivée est jugée le 24 juillet à Paris, sur l'avenue des Champs-Élysées.
Ce Tour est remporté par le Danois Jonas Vingegaard (Jumbo-Visma) qui a pris le maillot jaune lors de la 11e étape qui a été l'étape-clé de ce Tour. Il succède au Slovène Tadej Pogačar (UAE Team Emirates), qui termine deuxième de cette édition à 2 min 43 s. Le Gallois Geraint Thomas (Ineos Grenadiers), vainqueur en 2018, complète le podium en terminant à 7 min 22 s. Le Français David Gaudu (Groupama-FDJ) prend la quatrième position à 13 min 39 s. Jonas Vingegaard (Jumbo-Visma) remporte également le maillot à pois du classement de la montagne tandis que Tadej Pogačar (UAE Team Emirates) remporte le maillot blanc de meilleur jeune.
Wout van Aert (Jumbo-Visma), vainqueur de trois étapes, remporte le classement par points ainsi que le prix de super-combatif du Tour. L'équipe Ineos Grenadiers gagne le classement par équipes.

## Parcours

### Généralités
Le départ depuis la capitale danoise était initialement prévu en 2021. Toutefois, à la suite du report du Championnat d'Europe de football 2020 d'un an, en raison de la pandémie de Covid-19, la ville de Copenhague, afin de se focaliser exclusivement sur les quatre matchs de football prévus au Parken Stadium, a demandé exceptionnellement de reporter l'organisation du départ du Tour à 2022.
La 109e édition a été présentée le 14 octobre 2021 au Palais des congrès de Paris par Christian Prudhomme, directeur général du Tour de France. Elle est longue de 3 350,1 kilomètres et répartie en vingt et une étapes : six de plaine, sept accidentées, six de montagne et deux contre-la-montre individuels. Outre la France, le Danemark, la Belgique et la Suisse sont les pays étrangers visités. Elle parcourt cinq massifs : les Vosges, le Jura, les Alpes, le Massif central et les Pyrénées pour terminer. Dans l'Hexagone, huit régions et vingt-neuf départements sont traversés.
En dépit du départ du Danemark, la résistance au réchauffement climatique est un enjeu important. Selon André Bancalà, "Monsieur Route" du Tour et coordinateur des Départements de France, la température moyenne relevée au sol sur les routes du Tour est passée en 20 ans de 29,6 °C (1999-2001) à 40,1 °C (2018, 2019 et 2021). À la mi-juin 2022, les deux courses, la Route d'Occitanie et le Tour de Suisse, sont déjà marquées par des vagues de chaleur.

### Grand Départ du Danemark
Le Grand départ de la 109e édition du Tour de France est donné depuis Copenhague, au Danemark, la capitale mondiale du vélo. Il s'agit du Grand départ le plus septentrional de l'histoire de la Grande Boucle.
Exceptionnellement, il débute un vendredi par un contre-la-montre individuel inaugural dans les rues de la capitale danoise ; s'ensuivent deux étapes favorables aux sprinteurs, respectivement entre Roskilde et Nyborg, et entre Vejle et Sønderborg. La deuxième étape est marquée par la traversée du Grand Belt.

### Première semaine: des Hauts-de-France aux Portes du Soleil

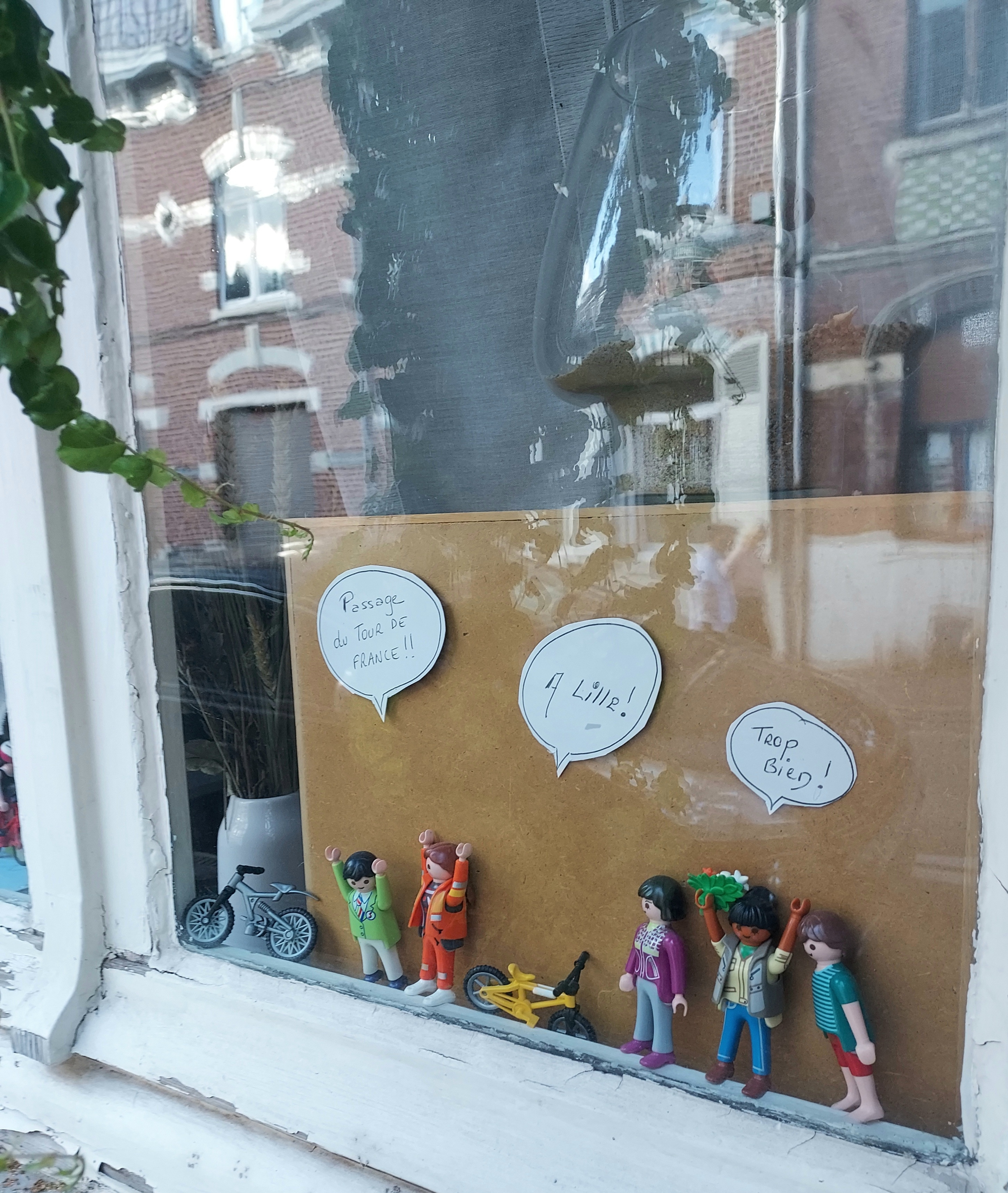
Lillois exprimant sa satisfaction du retour du Tour à Lille, où il n'était plus passé depuis 2014.

Une fois la France retrouvée, les coureurs et les suiveurs profiteront du premier jour de repos de la compétition, le temps notamment de se remettre du long transfert entre les deux pays. Ainsi, les Hauts-de-France sont la première région française à recevoir le Tour de France 2022, avec deux étapes exclusivement tracées dans le Nord-Pas-de-Calais : les 4e et 5e étapes, respectivement, entre Dunkerque et Calais, avec un final accidenté sur la côte d'Opale, et entre Lille Métropole et Arenberg - Porte du Hainaut. Cette dernière marque le grand retour des secteurs pavés sur le Tour de France, plus empruntés depuis 2018 ; ils sont au nombre de 11 pour 19,4 kilomètres, dont cinq inédits, jamais parcourus par le Tour ni par Paris-Roubaix.
Pour la première fois depuis 2019, la Belgique reçoit les coureurs du Tour, avec le départ de la 6e étape donné à Binche. Son arrivée se situe à Longwy, à l'issue d'un final accidenté dans la vallée de la Chiers. Avec la veille, la région Grand Est tient une étape entre Tomblaine et la Super Planche des Belles Filles, sommet vosgien découvert dix ans auparavant et rapidement devenu mythique, avec ce dernier kilomètre non-asphalté déjà aperçu sur la 6e du Tour de France 2019.
Enfin, cette première semaine de course se termine par une escale en Suisse. D'abord, une journée accidentée entre Dole et Lausanne, en passant par le col de la Savine et le col du Mollendruz à travers le massif jurassien; avant une étape en grande partie alpestre d'Aigle, siège de l'Union cycliste internationale (UCI), à Châtel - Les Portes du Soleil. Première étape de montagne de cette 109e édition du Tour de France, l'itinéraire passe notamment par le col des Mosses, le col de la Croix et le pas de Morgins.

### Deuxième semaine: des Alpes à Carcassonne
Après un jour de repos passé du côté de Morzine, la 10e étape part de la station de ski, au pied d'Avoriaz, pour rallier Megève, à travers différentes vallées de Haute-Savoie, avant la côte de Domancy et la montée finale vers l'altiport.
S'ensuit un diptyque alpestre impressionnant : la première journée entre Albertville et le col de Granon, par les lacets de Montvernier, le col du Télégraphe et le col du Galibier, où sera attribué le souvenir Henri-Desgrange, avant la montée finale, qui n'avait été précédemment empruntée qu'en 1986. La seconde journée est celle du 14 juillet ; au départ de Briançon, l'itinéraire passe par le col du Galibier, par le versant descendu la veille, avant de gravir le col de la Croix-de-Fer et d'arriver dans la station de l'Alpe d'Huez. L'Étape du Tour se déroule sur le même parcours.
À la suite de ce passage à travers les Alpes, les coureurs prennent la direction de Saint-Étienne depuis Le Bourg-d'Oisans, par Grenoble, le col de Parménie et la traversée de la vallée du Rhône, cette 13e étape est dédiée aux sprinteurs. Le lendemain, les coureurs repartent de Saint-Étienne pour rejoindre l'aérodrome de Mende, à travers les différents plateaux du Massif central, les gorges de l'Allier et la montée finale de la Croix Neuve. Cette seconde semaine se termine par une étape vallonnée entre Rodez et Carcassonne, où la victoire d'étape est promise aux sprinteurs.

### Troisième semaine: de Carcassonne à Rocamadour, avant Paris
Comme sur le Tour de France 2018, Carcassonne accueille le Tour 2022 avec une arrivée, un jour de repos et un départ d'étape. Ce dernier rallie les Pyrénées pour un triptyque, avec une première arrivée à Foix, préfecture de l'Ariège, en passant par le port de Lers et le fameux mur de Péguère. Ensuite, la 17e étape est tracée entre Saint-Gaudens et l'altiport de Peyragudes, par le col d'Aspin, la Hourquette d'Ancizan, le col de Val Louron-Azet et la montée finale vers la station pyrénéenne, qui n'est autre que la continuité du col de Peyresourde. Le massif pyrénéen est une dernière fois visitée entre Lourdes et Hautacam, par le col d'Aubisque, l'inédit col de Spandelles et la montée finale.
La 19e étape est une journée de transition, entre Castelnau-Magnoac, village d'enfance du joueur du XV de France Antoine Dupont, et Cahors. La victoire d'étape se joue sur un final accidenté, entre sprinteurs et baroudeurs. L'avant-dernière étape de cette 109e édition du Tour de France est un contre-la-montre individuel accidenté de 40 kilomètres entre Lacapelle-Marival et Rocamadour.
Enfin, le départ de la 21e et dernière étape est donné depuis Paris La Défense Arena et arrive, comme depuis 1975, sur l'avenue des Champs-Élysées dans le huitième arrondissement de Paris.

## Équipes
En tant que course World Tour, les 18 équipes World Tour participent automatiquement à la course. En terminant meilleure et deuxième formation de deuxième division, les équipes Alpecin-Deceuninck et Arkéa-Samsic ont le droit, sans obligation, de prendre part à toutes les épreuves du calendrier World Tour. Par ailleurs, ASO a également convié les équipes françaises B&B Hotels-KTM et TotalEnergies, qui étaient déjà présentes sur la dernière édition.
| WorldTeams (18)- AG2R Citroën Team - Astana Qazaqstan Team - Bahrain Victorious - Bora-Hansgrohe - Cofidis - EF Education-EasyPost - Groupama-FDJ - Ineos Grenadiers - Intermarché-Wanty-Gobert Matériaux - Israel-Premier Tech - Lotto-Soudal - Movistar Team - Quick-Step Alpha Vinyl - BikeExchange-Jayco - Team DSM - Jumbo-Visma - Trek-Segafredo - UAE Team Emirates ProTeams (4)- Alpecin-Deceuninck - Arkéa-Samsic - B&B Hotels-KTM - TotalEnergies |
| |

### Liste des participants
Chaque équipe est composée de huit coureurs, ce qui donne un total de 176 cyclistes sur la liste de départ. Sur ce nombre, 40 participent à leur premier Tour de France. Les coureurs viennent de 27 pays différents. Cinq pays comptent au moins 10 coureurs dans la course : la France (32), la Belgique (18), l'Italie (14), le Danemark et les Pays-Bas (10). L'âge moyen des coureurs en course est de 29,73 ans, allant de 21 ans pour Quinn Simmons à 39 ans pour Philippe Gilbert. L'équipe DSM a la moyenne d'âge la plus jeune, tandis que l'équipe Israel-Premier Tech a la moyenne d'âge la plus âgée. La taille moyenne des coureurs présents est de 1,82 m, tandis que le poids moyen est de 70 kg.
Sur la liste de départ, on compte cinq vainqueurs de grands tours : Christopher Froome (Tour d'Espagne 2011, Tour de France 2013, Tour de France 2015, Tour de France 2016, Tour de France 2017, Tour d'Espagne 2017 et Tour d'Italie 2018), Primož Roglič (Tour d'Espagne 2019, Tour d'Espagne 2020 et Tour d'Espagne 2021), Nairo Quintana (Tour d'Italie 2014 et Tour d'Espagne 2016), Tadej Pogačar (Tour de France 2020 et Tour de France 2021) et Geraint Thomas (Tour de France 2018).
On compte également 40 anciens vainqueurs d'étapes : Peter Sagan est celui qui en compte le plus avec 12 victoires entre 2012 et 2019. Il devance Christopher Froome qui a remporté sept étapes entre 2012 et 2016.

## Favoris et principaux participants

### Pour le classement général
Le Slovène Tadej Pogačar, vainqueur des deux dernières éditions du Tour de France fait figure de grand favori de l'édition 2022. Sa première partie de saison, avec trois courses World Tour (Strade Bianche, UAE Tour et Tirreno-Adriatico) à son palmarès et sa victoire sur le Tour de Slovénie en juin 2022, confirment son état de forme du moment.
Son compatriote Primož Roglič est souvent cité comme son principal adversaire et semble lui aussi en forme après avoir remporté avec autorité le Critérium du Dauphiné en juin 2022. Néanmoins, avec un coéquipier comme Wout van Aert en lice pour le classement à point, il n'est pas sûr qu'il puisse compter sur une équipe lui étant entièrement dévouée, à l'inverse du vainqueur sortant.
Vu les absences d'Egan Bernal et de Richard Carapaz, les meilleures chances de victoire pour la solide équipe Ineos Grenadiers sont le vétéran gallois Geraint Thomas, vainqueur du Tour en 2018 et récent lauréat du Tour de Suisse, le Colombien Daniel Martínez qui a remporté le Tour du Pays basque et le Britannique Adam Yates, quatrième de Paris-Nice.
Parmi les coureurs capables de jouer un rôle important sur cette édition, on peut aussi citer l'Australien Ben O'Connor (AG2R Citroën), troisième sur le Dauphiné, le Français Romain Bardet (DSM Team) auteur d'une bonne première partie sur le Giro avant de tomber malade et d'abandonner, l'Espagnol Enric Mas (Movistar), le Russe Aleksandr Vlasov (Bora-Hansgrohe), vainqueur du Tour de Romandie et leader du Tour de Suisse au moment de devoir déclarer forfait pour cause de Covid-19, le Colombien Nairo Quintana (Arkéa-Samsic), l'Italien Damiano Caruso, le Danois Jonas Vingegaard (Jumbo-Visma), deuxième sur le Tour l'année passée et deuxième également au Critérium du Dauphiné 2022, et l'Australien Jack Haig (Bahrain Victorious).

### Pour le classement par points
En l'absence du Britannique Mark Cavendish, maillot vert 2021 et recordman de victoires d'étapes (34) sur le Tour avec Eddy Merckx, le grand favori est le Belge Wout van Aert (Jumbo-Visma), coureur complet capable de briller lors des sprints mais aussi de récolter des points lors d'étapes plus vallonnées, en contre-la-montre, voire de montagne. Le Néerlandais Mathieu van der Poel (Alpecin-Deceuninck) se trouve un peu dans le même registre. Parmi les purs sprinteurs, les principaux favoris au maillot vert sont le Néerlandais Fabio Jakobsen (Quick-Step Alpha Vinyl), le Belge Jasper Philipsen (Alpecin-Deceuninck), l'Australien Michael Matthews et le Néerlandais Dylan Groenewegen (BikeExchange-Jayco), l'Australien Caleb Ewan (Lotto-Soudal) et le Danois Mads Pedersen (Trek-Segafredo).

### Pour le classement du meilleur grimpeur
Comme souvent, aucun favori ne se dégage pour le classement du meilleur grimpeur. Les anciens vainqueurs du maillot à pois présents au départ sont Christopher Froome, Nairo Quintana, Romain Bardet, Warren Barguil et Tadej Pogačar.

### Pour le classement du meilleur jeune
Au départ de Copenhague, vingt-sept coureurs sont en lice pour l'obtention du maillot blanc de meilleur jeune (25 ans maximum). Le principal favori est Tadej Pogačar (UAE Emirates), qui vise le doublé maillot jaune - maillot blanc. Les autres candidats pour le classement du meilleur jeune sont l'équipier américain de Pogačar Brandon McNulty ainsi que le Britannique Thomas Pidcock (Ineos Grenadiers), l'Américain Quinn Simmons (Trek-Segafredo), le Danois Mikkel Honoré (Quick-Step Alpha Vinyl) et le Luxembourgeois Kevin Geniets (Groupama-FDJ).

## Barème des classements

### Classement général
Le classement général individuel au temps s'établit par l'addition des temps réalisés par chaque coureur dans les 21 étapes compte tenu des pénalités et des bonifications en temps (10, 6 et 4 secondes pour les trois premiers de chaque étape en ligne).
En cas d'égalité de temps au classement général, les centièmes de seconde enregistrés par les chronométreurs lors du contre-la-montre « individuel » sont réincorporés dans le temps total pour départager les coureurs. En cas de nouvelle égalité, il est fait appel à l'addition des places obtenues à chaque étape et, en dernier ressort, à la place obtenue dans la dernière étape disputée.

#### Bonifications
Des bonifications sont attribuées dans toutes les arrivées des étapes en ligne, et donc à l'exception des étapes de contre-la-montre individuel. Elles sont de 10, 6 et 4 secondes aux trois premiers coureurs classés.
Les bonifications introduites en 2019 de 8, 5 et 2 secondes à certains sommets disparaissent.

#### Règle des 3 kilomètres
La règle des « trois kilomètres », qui permet à un coureur victime d'un incident mécanique ou d'une chute dans les trois derniers kilomètres d'une étape d'être crédité du temps du groupe auquel il appartenait, ne s'applique pas pour la 1re et la 20e étape (contre-la-montre individuel) et pour les arrivées des 6e, 7e, 8e, 9e, 10e, 11e, 12e, 14e, 17e et 18e étapes.

### Classements annexes

#### Classement par points
Le classement par points est établi en fonction du barème suivant :
- arrivée des étapes de plaine : 50, 30, 20, 18, 16, 14, 12, 10, 8, 7, 6, 5, 4, 3, 2 jusqu'au 15e coureur classé ;
- arrivée des étapes de moyenne montagne : 30, 25, 22, 19, 17, 15, 13, 11, 9, 7, 6, 5, 4, 3, 2 jusqu'au 15e coureur classé ;
- arrivée des étapes de montagne et les contre-la-montre individuel : 20, 17, 15, 13, 11, 10, 9, 8, 7, 6, 5, 4, 3, 2, 1 jusqu'au 15e coureur classé ;
- sprints intermédiaires : 20, 17, 15, 13, 11, 10, 9, 8, 7, 6, 5, 4, 3, 2, 1 jusqu'au 15e coureur classé.

En cas d'égalité, les coureurs sont départagés par leur nombre de victoires d'étapes puis par le nombre de victoires dans les sprints intermédiaires et enfin par le classement général individuel au temps. Pour figurer au classement général individuel par points, les lauréats doivent obligatoirement terminer le Tour de France.
Dans le cas où un coureur arrivé hors délais est repêché par le Collège des commissaires, il perd automatiquement l’ensemble des points acquis.

#### Classement de la montagne
Le classement de la montagne est établi en fonction du barème suivant :
- Côtes hors catégorie : 20, 15, 12, 10, 8, 6, 4 et 2 points pour les huit premiers coureurs classés ;
- Côtes de 1re catégorie : 10, 8, 6, 4, 2 et 1 point pour les six premiers coureurs classés ;
- Côtes de 2e catégorie : 5, 3, 2 et 1 point pour les quatre premiers coureurs classés ;
- Côtes de 3e catégorie : 2 et 1 point pour les deux premiers coureurs classés ;
- Côtes de 4e catégorie : 1 point pour le premier coureur classé.

Le doublement des points au sommet de certaines côtes a été supprimé.
En cas d'égalité, le coureur ayant obtenu le plus grand nombre de places de premier au sommet des côtes hors catégorie sera déclaré vainqueur. Puis idem pour les côtes des 1re, 2e, 3e et 4e catégorie, puis en cas d'égalité absolue le au classement général final au temps. Pour figurer au classement général du meilleur grimpeur, les lauréats doivent obligatoirement terminer le Tour de France.
Dans le cas où un coureur arrivé hors délais est repêché par le Collège des commissaires, il perd automatiquement l’ensemble de ses points acquis.

#### Classement des jeunes
Le classement des jeunes est réservé aux coureurs nés depuis le 1er janvier 1997. Le premier d'entre eux au classement général individuel au temps est le leader journalier des jeunes. À l'issue de la dernière étape, il est déclaré vainqueur du classement des jeunes.

#### Classement par équipes
Le classement général par équipes de chaque étape s'établit par l'addition des trois meilleurs temps individuels de chaque équipe. Le classement général est réalisé avec la somme des temps de chaque équipe dans chaque étape. Dans les classements d'étape, en cas d'ex æquo, les équipes réalisant le même temps sont départagées par l'addition des places obtenues par leurs trois meilleurs coureurs au classement de cette étape. En cas de nouvelle égalité, les équipes sont départagées par la place de leur meilleur coureur au classement de l'étape.
Au classement général, en cas d'ex æquo, les équipes sont départagées par leur nombre de victoires d'étapes par équipe, puis par leur nombre de places de deuxième, et ainsi de suite jusqu'à ce qu'un nombre de places obtenues par l'une ou l'autre permette d'établir leur classement définitif. S'il y a toujours égalité, les équipes sont départagées par la place de leur meilleur coureur au classement général individuel. Toute formation réduite à moins de 3 coureurs est éliminée du classement général par équipes.

#### Prix de la combativité
Le prix de la combativité récompense le coureur le plus généreux dans l'effort et manifestant le meilleur esprit sportif. Ce prix, attribué dans les étapes en ligne à l'exception de la dernière étape, est décerné par un jury présidé par le directeur de l'épreuve :
- le plus combatif de l'étape porte dans l'étape suivante des dossards de couleur rouge ;
- un super-combatif est désigné par les membres du jury à la fin du Tour de France.

### Récompenses
Au total, 2 282 000 € sont distribués lors de ce Tour. Le vainqueur du classement général final remporte 500 000 €, une prime étant versée jusqu'au dernier coureur classé (1 000 €).
| Classement général | Pour les classements généraux | Pour les classements généraux | Pour les classements généraux | Pour les classements généraux | Pour les classements généraux | Pour les classements généraux | Classement d'étape | Pour les classements d'étape | Pour les classements d'étape | Pour les classements d'étape | Pour les classements d'étape | Pour les classements d'étape | Pour les classements d'étape | Pour les classements d'étape | Pour les classements d'étape | Pour les classements d'étape | Pour les classements d'étape |
| Classement général | Maillot jaune                 | Maillot vert                  | Maillot à pois                | Maillot blanc                 | dossard jaune                 | dossard rouge                 | Classement d'étape | Ligne d'arrivée              | Sprint intermédiaire         | Côte                         | Côte                         | Côte                         | Côte                         | Côte                         | Meilleur jeune               | Combatif                     | Meilleure équipe             |
| Classement général | Général                       | Points                        | Grimpeur                      | Jeune                         | Par équipes                   | Super-combatif                | Classement d'étape | Ligne d'arrivée              | Sprint intermédiaire         | HC                           | 1re                          | 2e                           | 3e                           | 4e                           | Meilleur jeune               | Combatif                     | Meilleure équipe             |
| ------------------ | ----------------------------- | ----------------------------- | ----------------------------- | ----------------------------- | ----------------------------- | ----------------------------- | ------------------ | ---------------------------- | ---------------------------- | ---------------------------- | ---------------------------- | ---------------------------- | ---------------------------- | ---------------------------- | ---------------------------- | ---------------------------- | ---------------------------- |
| 1er                | 500 000 €                     | 25 000 €                      | 25 000 €                      | 20 000 €                      | 50 000 €                      | 20 000 €                      | 1er                | 11 000 €                     | 1 500 €                      | 800 €                        | 650 €                        | 500 €                        | 300 €                        | 200 €                        | 500 €                        | 2 000 €                      | 2 800 €                      |
| 2e                 | 200 000 €                     | 15 000 €                      | 15 000 €                      | 15 000 €                      | 30 000 €                      | –                             | 2e                 | 5 500 €                      | 1 000 €                      | 450 €                        | 400 €                        | 250 €                        | –                            | –                            | –                            | –                            | –                            |
| 3e                 | 100 000 €                     | 10 000 €                      | 10 000 €                      | 10 000 €                      | 20 000 €                      | –                             | 3e                 | 2 800 €                      | 500 €                        | 300 €                        | 150 €                        | –                            | –                            | –                            | –                            | –                            | –                            |
| 4e                 | 70 000 €                      | 4 000 €                       | 4 000 €                       | 5 000 €                       | 12 000 €                      | –                             | 4e                 | 1 500 €                      | –                            | –                            | –                            | –                            | –                            | –                            | –                            | –                            | –                            |
| 5e                 | 50 000 €                      | 3 500 €                       | 3 500 €                       | –                             | 8 000 €                       | –                             | 5e                 | 830 €                        | –                            | –                            | –                            | –                            | –                            | –                            | –                            | –                            | –                            |
| 6e                 | 23 000 €                      | 3 000 €                       | 3 000 €                       | –                             | –                             | –                             | 6e                 | 780 €                        | –                            | –                            | –                            | –                            | –                            | –                            | –                            | –                            | –                            |
| 7e                 | 11 500 €                      | 2 500 €                       | 2 500 €                       | –                             | –                             | –                             | 7e                 | 730 €                        | –                            | –                            | –                            | –                            | –                            | –                            | –                            | –                            | –                            |
| 8e                 | 7 600 €                       | 2 000 €                       | 2 000 €                       | –                             | –                             | –                             | 8e                 | 670 €                        | –                            | –                            | –                            | –                            | –                            | –                            | –                            | –                            | –                            |
| 9e                 | 4 500 €                       | –                             | –                             | –                             | –                             | –                             | 9e                 | 650 €                        | –                            | –                            | –                            | –                            | –                            | –                            | –                            | –                            | –                            |
| 10e                | 3 800 €                       | –                             | –                             | –                             | –                             | –                             | 10e                | 600 €                        | –                            | –                            | –                            | –                            | –                            | –                            | –                            | –                            | –                            |
| 11e                | 3 000 €                       | –                             | –                             | –                             | –                             | –                             | 11e                | 540 €                        | –                            | –                            | –                            | –                            | –                            | –                            | –                            | –                            | –                            |
| 12e                | 2 700 €                       | –                             | –                             | –                             | –                             | –                             | 12e                | 470 €                        | –                            | –                            | –                            | –                            | –                            | –                            | –                            | –                            | –                            |
| 13e                | 2 500 €                       | –                             | –                             | –                             | –                             | –                             | 13e                | 440 €                        | –                            | –                            | –                            | –                            | –                            | –                            | –                            | –                            | –                            |
| 14e                | 2 100 €                       | –                             | –                             | –                             | –                             | –                             | 14e                | 340 €                        | –                            | –                            | –                            | –                            | –                            | –                            | –                            | –                            | –                            |
| 15e                | 2 000 €                       | –                             | –                             | –                             | –                             | –                             | 15e                | 300 €                        | –                            | –                            | –                            | –                            | –                            | –                            | –                            | –                            | –                            |
| 16e                | 1 500 €                       | –                             | –                             | –                             | –                             | –                             | 16e                | 300 €                        | –                            | –                            | –                            | –                            | –                            | –                            | –                            | –                            | –                            |
| 17e                | 1 300 €                       | –                             | –                             | –                             | –                             | –                             | 17e                | 300 €                        | –                            | –                            | –                            | –                            | –                            | –                            | –                            | –                            | –                            |
| 18e                | 1 200 €                       | –                             | –                             | –                             | –                             | –                             | 18e                | 300 €                        | –                            | –                            | –                            | –                            | –                            | –                            | –                            | –                            | –                            |
| 19e                | 1 100 €                       | –                             | –                             | –                             | –                             | –                             | 19e                | 300 €                        | –                            | –                            | –                            | –                            | –                            | –                            | –                            | –                            | –                            |
| Tous les autres    | 1 000 €                       | –                             | –                             | –                             | –                             | –                             | 20e                | 300 €                        | –                            | –                            | –                            | –                            | –                            | –                            | –                            | –                            | –                            |
| Par jour           | 500 €                         | 300 €                         | 300 €                         | 300 €                         | –                             | –                             |                    |                              |                              |                              |                              |                              |                              |                              |                              |                              |                              |

Un vainqueur d'étape remporte 11 000 €. Les prix des poursuivants sont dégressifs jusqu'au 20e coureur auquel sont attribués 300 €. Un prix est attribué aux trois premiers d'un sprint intermédiaire, qui a lieu une fois par étape. Des prix sont aussi attribués pour le passage d'une côte classée, pour le meilleur jeune de l'étape, pour le coureur le plus combatif d'une étape hors contre-la-montre, et pour la meilleure équipe de l'étape.
Un prix spécial est également attribué : le premier de l'ascension du col du Galibier remporte le souvenir Henri-Desgrange, doté de 5 000 €.

## Étapes
Copenhague, Roskilde, Nyborg, Vejle, Sønderborg, Aigle, Castelnau-Magnoac, Lacapelle-Marival et Rocamadour sont pour la première fois villes-étapes du Tour de France. Le parcours comporte cinq arrivées au sommet, dont la première placée lors de la septième étape sur La Super Planche des Belles Filles. Les autres arrivées au sommet ont lieu lors des étapes 11 (sur le col du Granon), 12 (à l'Alpe d'Huez), 17 (à Peyragudes) et enfin sur l'étape 18, à Hautacam.
| Étape     | Date             | Villes étapes                                   |                             | Distance (km)         | Vainqueur d’étape     | Leader du classement général |
| --------- | ---------------- | ----------------------------------------------- | --------------------------- | --------------------- | --------------------- | ---------------------------- |
| 1re étape | ven. 1er juillet | Copenhague (DEN) – Copenhague (DEN)             | Contre-la-montre individuel | 13,2                  | Yves Lampaert         | Yves Lampaert                |
| 2e étape  | sam. 2 juillet   | Roskilde (DEN) – Nyborg (DEN)                   | Étape de plaine             | 202,5                 | Fabio Jakobsen        | Wout van Aert                |
| 3e étape  | dim. 3 juillet   | Vejle (DEN) – Sønderborg (DEN)                  | Étape de plaine             | 182                   | Dylan Groenewegen     | Wout van Aert                |
|           | lun. 4 juillet   |                                                 |                             | Transfert             | Transfert             | Transfert                    |
| 4e étape  | mar. 5 juillet   | Dunkerque – Calais                              | Étape accidentée            | 171,5                 | Wout van Aert         | Wout van Aert                |
| 5e étape  | mer. 6 juillet   | Lille Métropole – Arenberg - Porte du Hainaut   | Étape accidentée            | 157                   | Simon Clarke          | Wout van Aert                |
| 6e étape  | jeu. 7 juillet   | Binche (BEL) – Longwy                           | Étape accidentée            | 219,9                 | Tadej Pogačar         | Tadej Pogačar                |
| 7e étape  | ven. 8 juillet   | Tomblaine – La Super Planche des Belles Filles  | Étape de montagne           | 176,3                 | Tadej Pogačar         | Tadej Pogačar                |
| 8e étape  | sam. 9 juillet   | Dole – Lausanne (SUI)                           | Étape accidentée            | 186,3                 | Wout van Aert         | Tadej Pogačar                |
| 9e étape  | dim. 10 juillet  | Aigle (SUI) – Châtel - Les Portes du Soleil     | Étape de montagne           | 192,9                 | Bob Jungels           | Tadej Pogačar                |
|           | lun. 11 juillet  | Morzine - Les Portes du Soleil                  | Jour de repos               | Journée de repos no 1 | Journée de repos no 1 | Journée de repos no 1        |
| 10e étape | mar. 12 juillet  | Morzine - Les Portes du Soleil – Megève         | Étape accidentée            | 148,1                 | Magnus Cort Nielsen   | Tadej Pogačar                |
| 11e étape | mer. 13 juillet  | Albertville – Col du Granon - Serre Chevalier   | Étape de montagne           | 151,7                 | Jonas Vingegaard      | Jonas Vingegaard             |
| 12e étape | jeu. 14 juillet  | Briançon – Alpe d'Huez                          | Étape de montagne           | 165,1                 | Tom Pidcock           | Jonas Vingegaard             |
| 13e étape | ven. 15 juillet  | Le Bourg-d'Oisans – Saint-Étienne               | Étape de plaine             | 192,6                 | Mads Pedersen         | Jonas Vingegaard             |
| 14e étape | sam. 16 juillet  | Saint-Étienne – Mende                           | Étape accidentée            | 192,5                 | Michael Matthews      | Jonas Vingegaard             |
| 15e étape | dim. 17 juillet  | Rodez – Carcassonne                             | Étape de plaine             | 202,5                 | Jasper Philipsen      | Jonas Vingegaard             |
|           | lun. 18 juillet  | Carcassonne                                     | Jour de repos               | Journée de repos no 2 | Journée de repos no 2 | Journée de repos no 2        |
| 16e étape | mar. 19 juillet  | Carcassonne – Foix                              | Étape accidentée            | 178,5                 | Hugo Houle            | Jonas Vingegaard             |
| 17e étape | mer. 20 juillet  | Saint-Gaudens – Peyragudes                      | Étape de montagne           | 129,7                 | Tadej Pogačar         | Jonas Vingegaard             |
| 18e étape | jeu. 21 juillet  | Lourdes – Hautacam                              | Étape de montagne           | 143,2                 | Jonas Vingegaard      | Jonas Vingegaard             |
| 19e étape | ven. 22 juillet  | Castelnau-Magnoac – Cahors                      | Étape de plaine             | 188,3                 | Christophe Laporte    | Jonas Vingegaard             |
| 20e étape | sam. 23 juillet  | Lacapelle-Marival – Rocamadour                  | Contre-la-montre individuel | 40,7                  | Wout van Aert         | Jonas Vingegaard             |
| 21e étape | dim. 24 juillet  | Paris La Défense Arena – Paris - Champs-Élysées | Étape de plaine             | 115,6                 | Jasper Philipsen      | Jonas Vingegaard             |

## Résumé de la course

### Première semaine
Le prologue de Copenhague voit la victoire surprise du Belge Yves Lampaert, qui endosse le premier maillot jaune. Les 2ème et 3ème étapes, disputées au Danemark se jouent au sprint, et ce sont les Néerlandais Fabio Jakobsen et Dylan Groenewegen qui s'imposent, alors que Wout van Aert profite des bonifications pour prendre le maillot jaune.
De retour en France, Wout van Aert, trois fois deuxième au Danemark, remporte la 4ème étape en s'isolant en solitaire dans la dernière montée. La 5ème étape est marquée par le passage du peloton sur des secteurs pavés. La victoire se jouera pour l'échappée et c'est l'australien Simon Clarke qui s'impose. L'équipe Visma garde le maillot jaune mais voit son leader, Primož Roglič, perdre beaucoup de temps à cause d'une chute. Son rival, Tadej Pogačar, reprend du temps sur les autres leaders. Pogaçar assoit sa supériorité en remportant dans un sprint en côte la 6ème étape à Longwy, où il endosse le maillot jaune, et la 7ème étape au sommet de la Planche des Belles Filles.
Le tour de France fait une incursion en Suisse, où Wout van Aert remporte la 8ème étape dans un sprint en montée à Lausanne. La 9ème étape, en montagne, ne provoque pas de bouleversement au classement général et est remportée par Bob Jungels après une longue échappée solitaire.

### Deuxième semaine
La deuxième semaine débute avec la victoire du Danois Magnus Cort Nielsen, qui s'impose au sprint au sein de l'échappée. La 11ème étape voit le tour basculer. Jonas Vingegaard parvient à faire craquer Tadej Pogačar dans le Col de Granon, après avoir attaqué le slovène plusieurs fois dans le Col du Galibier avec son leader Primož Roglič. Vingegaard remporte l'étape au sommet du Granon et s'empare du maillot jaune. Le lendemain, il résiste aux attaques de Pogaçar dans l'Alpe d'Huez, alors que l'étape est remportée en solitaire par Tom Pidcock.
Les 13ème et 14ème étapes se jouent à nouveau pour l'échappée. Mads Pedersen s'impose dans un sprint à trois à Saint-Étienne tandis que Michael Matthews gagne en solitaire à Mende. La dernière étape avant le deuxième jour de repos se termine par un sprint massif et la première victoire sur le tour de Jasper Philipsen, souvent deuxième par le passé.

### Troisième semaine
La première étape dans les Pyrénées voit la victoire surprise du Canadien Hugo Houle, qui s'impose en solitaire au terme d'une échappée de 40km. Les 17ème et 18ème étapes confirment la supériorité de Tadej Pogačar et Jonas Vingegaard. Pogaçar s'impose à Peyragudes après un gros travail de son équipe, mais sans réussir à lâcher le maillot jaune. Vingegaard s'impose le lendemain à Hautacam, après avoir réussi à lâcher le Slovène dans la montée finale. Il augmente son avance et est assuré en plus de remporter le classement de la montagne. Durant ces deux étapes, le Gallois Geraint Thomas émerge comme étant le meilleur leader derrière les deux premiers et s'assure ainsi une place sur le podium.
La 19ème étape est une étape de transition remportée par le français Christophe Laporte, qui surprend les sprinters dans le dernier kilomètre. La 20ème étape, contre-la-montre individuel à Rocamadour est remportée par Wout van Aert, alors que Vingegaard et Pogaçar finissent dans un temps similaire. Sur la traditionnelle étape des Champs-Elysées, Jasper Philipsen s'impose aisément au sprint.
Jonas Vingegaard remporte son premier tour de France avec 2'43'' d'avance sur Tadej Pogačar et 7'32'' sur Geraint Thomas, qui complètent le podium. Le Danois remporte aussi le classement de la montagne tandis que Pogaçar remporte pour la troisième fois le classement du meilleur jeune, égalant les records de Jan Ullrich et Andy Schleck. Wout van Aert remporte le classement par points, ainsi que le prix de super-combatif. Le classement par équipe est remporté par Ineos Grenadiers.

## Classements

### Classement général final
Initialement sixième, Nairo Quintana est disqualifié par la suite en raison de deux contrôles positifs au tramadol,.
| Classement général | Classement général | Classement général | Classement général                 | Classement général  |
|                    | Coureur            | Pays               | Équipe                             | Temps               |
| ------------------ | ------------------ | ------------------ | ---------------------------------- | ------------------- |
| 1er                | Jonas Vingegaard   | Danemark           | Jumbo-Visma                        | en 79 h 33 min 20 s |
| 2e                 | Tadej Pogačar      | Slovénie           | UAE Team Emirates                  | + 2 min 43 s        |
| 3e                 | Geraint Thomas     | Grande-Bretagne    | Ineos Grenadiers                   | + 7 min 22 s        |
| 4e                 | David Gaudu        | France             | Groupama-FDJ                       | + 13 min 39 s       |
| 5e                 | Aleksandr Vlasov   | Bannière neutre,   | Bora-Hansgrohe                     | + 15 min 46 s       |
| 6e                 | Romain Bardet      | France             | Team DSM                           | + 18 min 11 s       |
| 7e                 | Louis Meintjes     | Afrique du Sud     | Intermarché-Wanty-Gobert Matériaux | + 18 min 44 s       |
| 8e                 | Alexey Lutsenko    | Kazakhstan         | Astana Qazaqstan                   | + 22 min 56 s       |
| 9e                 | Adam Yates         | Grande-Bretagne    | Ineos Grenadiers                   | + 24 min 52 s       |
| 10e                | Valentin Madouas   | France             | Groupama-FDJ                       | + 35 min 59 s       |
| 11e                | Bob Jungels        | Luxembourg         | AG2R Citroën                       | + 45 min 23 s       |
| 12e                | Neilson Powless    | États-Unis         | EF Education-EasyPost              | + 46 min 57 s       |
| 13e                | Luis León Sánchez  | Espagne            | Bahrain Victorious                 | + 49 min 18 s       |
| 14e                | Thibaut Pinot      | France             | Groupama-FDJ                       | + 50 min 25 s       |
| 15e                | Patrick Konrad     | Autriche           | Bora-Hansgrohe                     | + 56 min 54 s       |
| 16e                | Tom Pidcock        | Grande-Bretagne    | Ineos Grenadiers                   | + 1 h 1 min 15 s    |
| 17e                | Sepp Kuss          | États-Unis         | Jumbo-Visma                        | + 1 h 2 min 29 s    |
| 18e                | Dylan Teuns        | Belgique           | Bahrain Victorious                 | + 1 h 11 min 30 s   |
| 19e                | Brandon McNulty    | États-Unis         | UAE Team Emirates                  | + 1 h 31 min 19 s   |
| 20e                | Matteo Jorgenson   | États-Unis         | Movistar                           | + 1 h 33 min 57 s   |
| 21e                | Wout van Aert      | Belgique           | Jumbo-Visma                        | + 1 h 35 min 55 s   |
| 22e                | Nick Schultz       | Australie          | Team BikeExchange-Jayco            | + 1 h 39 min 41 s   |
| 23e                | Hugo Houle         | Canada             | Israel-Premier Tech                | + 1 h 42 min 14 s   |
| 24e                | Bauke Mollema      | Pays-Bas           | Trek-Segafredo                     | + 1 h 45 min 57 s   |
| 25e                | Rigoberto Urán     | Colombie           | EF Education-EasyPost              | + 1 h 48 min 18 s   |
| modifier           |                    |                    |                                    |                     |

### Classements annexes finals
| Classement par points | Classement par points | Classement par points | Classement par points   | Classement par points |
| --------------------- | --------------------- | --------------------- | ----------------------- | --------------------- |
|                       | Coureur               | Pays                  | Équipe                  | Point(s)              |
| 1er                   | Wout van Aert         | Belgique              | Jumbo-Visma             | 480 points            |
| 2e                    | Jasper Philipsen      | Belgique              | Alpecin-Deceuninck      | 286 pts               |
| 3e                    | Tadej Pogačar         | Slovénie              | UAE Team Emirates       | 250 pts               |
| 4e                    | Christophe Laporte    | France                | Jumbo-Visma             | 171 pts               |
| 5e                    | Fabio Jakobsen        | Pays-Bas              | Quick-Step Alpha Vinyl  | 159 pts               |
| 6e                    | Mads Pedersen         | Danemark              | Trek-Segafredo          | 158 pts               |
| 7e                    | Jonas Vingegaard      | Danemark              | Jumbo-Visma             | 157 pts               |
| 8e                    | Michael Matthews      | Australie             | Team BikeExchange-Jayco | 133 pts               |
| 9e                    | Peter Sagan           | Slovaquie             | TotalEnergies           | 120 pts               |
| 10e                   | Dylan Groenewegen     | Pays-Bas              | Team BikeExchange-Jayco | 116 pts               |
| modifier              |                       |                       |                         |                       |

| Classement du meilleur grimpeur | Classement du meilleur grimpeur | Classement du meilleur grimpeur | Classement du meilleur grimpeur    | Classement du meilleur grimpeur |
| ------------------------------- | ------------------------------- | ------------------------------- | ---------------------------------- | ------------------------------- |
|                                 | Coureur                         | Pays                            | Équipe                             | Point(s)                        |
| 1er                             | Jonas Vingegaard                | Danemark                        | Jumbo-Visma                        | 72 points                       |
| 2e                              | Simon Geschke                   | Allemagne                       | Cofidis                            | 65 pts                          |
| 3e                              | Giulio Ciccone                  | Italie                          | Trek-Segafredo                     | 61 pts                          |
| 4e                              | Tadej Pogačar                   | Slovénie                        | UAE Team Emirates                  | 61 pts                          |
| 5e                              | Wout van Aert                   | Belgique                        | Jumbo-Visma                        | 59 pts                          |
| 6e                              | Thibaut Pinot                   | France                          | Groupama-FDJ                       | 52 pts                          |
| 7e                              | Louis Meintjes                  | Afrique du Sud                  | Intermarché-Wanty-Gobert Matériaux | 39 pts                          |
| 8e                              | Neilson Powless                 | États-Unis                      | EF Education-EasyPost              | 37 pts                          |
| 9e                              | Pierre Latour                   | France                          | TotalEnergies                      | 35 pts                          |
| 10e                             | Geraint Thomas                  | Grande-Bretagne                 | Ineos Grenadiers                   | 32 pts                          |
| modifier                        |                                 |                                 |                                    |                                 |

| Classement général du meilleur jeune | Classement général du meilleur jeune | Classement général du meilleur jeune | Classement général du meilleur jeune | Classement général du meilleur jeune |
|                                      | Coureur                              | Pays                                 | Équipe                               | Temps                                |
| ------------------------------------ | ------------------------------------ | ------------------------------------ | ------------------------------------ | ------------------------------------ |
| 1er                                  | Tadej Pogačar                        | Slovénie                             | UAE Team Emirates                    | en 79 h 36 min 3 s                   |
| 2e                                   | Tom Pidcock                          | Grande-Bretagne                      | Ineos Grenadiers                     | + 58 min 32 s                        |
| 3e                                   | Brandon McNulty                      | États-Unis                           | UAE Team Emirates                    | + 1 h 28 min 36 s                    |
| 4e                                   | Matteo Jorgenson                     | États-Unis                           | Movistar                             | + 1 h 31 min 14 s                    |
| 5e                                   | Andreas Leknessund                   | Norvège                              | Team DSM                             | + 1 h 54 min 48 s                    |
| 6e                                   | Michael Storer                       | Australie                            | Groupama-FDJ                         | + 2 h 20 min 32 s                    |
| 7e                                   | Georg Zimmermann                     | Allemagne                            | Intermarché-Wanty-Gobert Matériaux   | + 2 h 36 min 57 s                    |
| 8e                                   | Kevin Geniets                        | Luxembourg                           | Groupama-FDJ                         | + 2 h 45 min 25 s                    |
| 9e                                   | Fred Wright                          | Grande-Bretagne                      | Bahrain Victorious                   | + 3 h 1 min 25 s                     |
| 10e                                  | Stan Dewulf                          | Belgique                             | AG2R Citroën                         | + 3 h 26 min 35 s                    |
| modifier                             |                                      |                                      |                                      |                                      |

| Classement par équipes | Classement par équipes | Classement par équipes | Classement par équipes |
|                        | Équipe                 | Pays                   | Temps                  |
| ---------------------- | ---------------------- | ---------------------- | ---------------------- |
| 1re                    | Ineos Grenadiers       | Grande-Bretagne        | en 239 h 3 min 3 s     |
| 2e                     | Groupama-FDJ           | France                 | + 37 min 33 s          |
| 3e                     | Jumbo-Visma            | Pays-Bas               | + 44 min 54 s          |
| 4e                     | Bora-Hansgrohe         | Allemagne              | + 1 h 48 min 45 s      |
| 5e                     | Movistar               | Espagne                | + 2 h 11 min 22 s      |
| 6e                     | UAE Team Emirates      | Émirats arabes unis    | + 2 h 19 min 54 s      |
| 7e                     | Bahrain Victorious     | Bahreïn                | + 2 h 58 min 32 s      |
| 8e                     | Team DSM               | Pays-Bas               | + 3 h 26 min 8 s       |
| 9e                     | Arkéa-Samsic           | France                 | + 3 h 56 min 51 s      |
| 10e                    | Astana Qazaqstan       | Kazakhstan             | + 3 h 59 min 0 s       |
| modifier               |                        |                        |                        |

#### Super combatif
- Wout van Aert  (Jumbo-Visma)[27]

### Évolution des classements
| Étape              | Vainqueur           | Classement général | Classement par points | Classement de la montagne | Classement du meilleur jeune | Classement par équipes | Prix de la combativité |
| ------------------ | ------------------- | ------------------ | --------------------- | ------------------------- | ---------------------------- | ---------------------- | ---------------------- |
| 1                  | Yves Lampaert       | Yves Lampaert      | Yves Lampaert         | Non décerné               | Tadej Pogačar                | Jumbo-Visma            | Non décerné            |
| 2                  | Fabio Jakobsen      | Wout van Aert      | Wout van Aert         | Magnus Cort Nielsen       | Tadej Pogačar                | Jumbo-Visma            | Sven Erik Bystrøm      |
| 3                  | Dylan Groenewegen   | Wout van Aert      | Wout van Aert         | Magnus Cort Nielsen       | Tadej Pogačar                | Jumbo-Visma            | Magnus Cort Nielsen    |
| 4                  | Wout van Aert       | Wout van Aert      | Wout van Aert         | Magnus Cort Nielsen       | Tadej Pogačar                | Jumbo-Visma            | Anthony Perez          |
| 5                  | Simon Clarke        | Wout van Aert      | Wout van Aert         | Magnus Cort Nielsen       | Tadej Pogačar                | Ineos Grenadiers       | Magnus Cort Nielsen    |
| 6                  | Tadej Pogačar       | Tadej Pogačar      | Wout van Aert         | Magnus Cort Nielsen       | Tadej Pogačar                | Ineos Grenadiers       | Wout van Aert          |
| 7                  | Tadej Pogačar       | Tadej Pogačar      | Wout van Aert         | Magnus Cort Nielsen       | Tadej Pogačar                | Ineos Grenadiers       | Simon Geschke          |
| 8                  | Wout van Aert       | Tadej Pogačar      | Wout van Aert         | Magnus Cort Nielsen       | Tadej Pogačar                | Ineos Grenadiers       | Mattia Cattaneo        |
| 9                  | Bob Jungels         | Tadej Pogačar      | Wout van Aert         | Simon Geschke             | Tadej Pogačar                | Ineos Grenadiers       | Thibaut Pinot          |
| 10                 | Magnus Cort Nielsen | Tadej Pogačar      | Wout van Aert         | Simon Geschke             | Tadej Pogačar                | Ineos Grenadiers       | Alberto Bettiol        |
| 11                 | Jonas Vingegaard    | Jonas Vingegaard   | Wout van Aert         | Simon Geschke             | Tadej Pogačar                | Ineos Grenadiers       | Warren Barguil         |
| 12                 | Tom Pidcock         | Jonas Vingegaard   | Wout van Aert         | Simon Geschke             | Tadej Pogačar                | Ineos Grenadiers       | Tom Pidcock            |
| 13                 | Mads Pedersen       | Jonas Vingegaard   | Wout van Aert         | Simon Geschke             | Tadej Pogačar                | Ineos Grenadiers       | Mads Pedersen          |
| 14                 | Michael Matthews    | Jonas Vingegaard   | Wout van Aert         | Simon Geschke             | Tadej Pogačar                | Ineos Grenadiers       | Michael Matthews       |
| 15                 | Jasper Philipsen    | Jonas Vingegaard   | Wout van Aert         | Simon Geschke             | Tadej Pogačar                | Ineos Grenadiers       | Nils Politt            |
| 16                 | Hugo Houle          | Jonas Vingegaard   | Wout van Aert         | Simon Geschke             | Tadej Pogačar                | Ineos Grenadiers       | Hugo Houle             |
| 17                 | Tadej Pogačar       | Jonas Vingegaard   | Wout van Aert         | Simon Geschke             | Tadej Pogačar                | Ineos Grenadiers       | Brandon McNulty        |
| 18                 | Jonas Vingegaard    | Jonas Vingegaard   | Wout van Aert         | Jonas Vingegaard          | Tadej Pogačar                | Ineos Grenadiers       | Wout van Aert          |
| 19                 | Christophe Laporte  | Jonas Vingegaard   | Wout van Aert         | Jonas Vingegaard          | Tadej Pogačar                | Ineos Grenadiers       | Quinn Simmons          |
| 20                 | Wout van Aert       | Jonas Vingegaard   | Wout van Aert         | Jonas Vingegaard          | Tadej Pogačar                | Ineos Grenadiers       | Non décerné            |
| 21                 | Jasper Philipsen    | Jonas Vingegaard   | Wout van Aert         | Jonas Vingegaard          | Tadej Pogačar                | Ineos Grenadiers       | Non décerné            |
| Classements finals | Classements finals  | Jonas Vingegaard   | Wout van Aert         | Jonas Vingegaard          | Tadej Pogačar                | Ineos Grenadiers       | Wout van Aert          |

### Classement mondial
Ce Tour de France attribue des points pour le classement mondial UCI 2022, individuel, par équipes et par nations, avec le barème suivant :
| Position                   | 1er  | 2e  | 3e  | 4e  | 5e  | 6e  | 7e  | 8e  | 9e  | 10e | 11e | 12e | 13e | 14e | 15e | 16e | 17e | 18e | 19e | 20e | 21e à 25e | 26e à 30e | 31e à 40e | 41e à 50e | 51e à 55e | 56e à 60e |
| -------------------------- | ---- | --- | --- | --- | --- | --- | --- | --- | --- | --- | --- | --- | --- | --- | --- | --- | --- | --- | --- | --- | --------- | --------- | --------- | --------- | --------- | --------- |
| Classement général         | 1000 | 800 | 675 | 575 | 475 | 400 | 325 | 275 | 225 | 175 | 150 | 125 | 105 | 85  | 75  | 70  | 65  | 60  | 55  | 50  | 40        | 30        | 25        | 20        | 15        | 10        |
| Classement d'étape         | 120  | 50  | 25  | 15  | 5   |     |     |     |     |     |     |     |     |     |     |     |     |     |     |     |           |           |           |           |           |           |
| Classements finals annexes | 120  | 50  | 25  |     |     |     |     |     |     |     |     |     |     |     |     |     |     |     |     |     |           |           |           |           |           |           |
| Leader par étape           | 25   |     |     |     |     |     |     |     |     |     |     |     |     |     |     |     |     |     |     |     |           |           |           |           |           |           |

#### Points gagnés à l'issue de la course
| Rang | Coureur           | Équipe                             | Général | Étape | Leader | Annexe | Total |
| ---- | ----------------- | ---------------------------------- | ------- | ----- | ------ | ------ | ----- |
| 1er  | Jonas Vingegaard  | Jumbo-Visma                        | 1000    | 390   | 250    | 120    | 1760  |
| 2e   | Tadej Pogačar     | UAE Team Emirates                  | 800     | 500   | 125    | 25     | 1450  |
| 3e   | Wout van Aert     | Jumbo-Visma                        | 40      | 585   | 100    | 120    | 845   |
| 4e   | Geraint Thomas    | Ineos Grenadiers                   | 675     | 65    | 0      | 0      | 740   |
| 5e   | David Gaudu       | Groupama-FDJ                       | 575     | 35    | 0      | 0      | 610   |
| 6e   | Aleksandr Vlasov, | Bora-Hansgrohe                     | 475     | 0     | 0      | 0      | 475   |
| 7e   | Nairo Quintana    | Arkéa-Samsic                       | 400     | 55    | 0      | 0      | 455   |
| 8e   | Jasper Philipsen  | Alpecin-Deceuninck                 | 0       | 370   | 0      | 50     | 420   |
| 9e   | Romain Bardet     | Team DSM                           | 325     | 25    | 0      | 0      | 350   |
| 10e  | Louis Meintjes    | Intermarché-Wanty-Gobert Matériaux | 275     | 50    | 0      | 0      | 325   |

#### Classements mondiaux à l'issue de la course
| Rang | Coureur              | Équipe                 | Points |
| ---- | -------------------- | ---------------------- | ------ |
| 1er  | Tadej Pogačar        | UAE Team Emirates      | 4 431  |
| 2e   | Primož Roglič        | Jumbo-Visma            | 3 965  |
| 3e   | Wout van Aert        | Jumbo-Visma            | 3 571  |
| 4e   | Jonas Vingegaard     | Jumbo-Visma            | 3 188  |
| 5e   | Remco Evenepoel      | Quick-Step Alpha Vinyl | 3 034  |
| 6e   | Aleksandr Vlasov,    | Bora-Hansgrohe         | 2 382  |
| 7e   | Matej Mohorič        | Bahrain Victorious     | 2 358  |
| 8e   | Stefan Küng          | Groupama-FDJ           | 2 189  |
| 9e   | Julian Alaphilippe   | Quick-Step Alpha Vinyl | 1 974  |
| 10e  | Mathieu van der Poel | Alpecin-Deceuninck     | 1 962  |

| Rang | Équipe                             | Points |
| ---- | ---------------------------------- | ------ |
| 1er  | Jumbo-Visma                        | 11 028 |
| 2e   | UAE Team Emirates                  | 9 022  |
| 3e   | Ineos Grenadiers                   | 8 891  |
| 4e   | Bora-Hansgrohe                     | 7 973  |
| 5e   | Bahrain Victorious                 | 7 380  |
| 6e   | Intermarché-Wanty-Gobert Matériaux | 6 833  |
| 7e   | Groupama-FDJ                       | 6 203  |
| 8e   | Alpecin-Deceuninck                 | 6 175  |
| 9e   | Quick-Step Alpha Vinyl             | 5 877  |
| 10e  | Arkéa-Samsic                       | 5 834  |

### Gains par équipes
Les gains cumulés par équipes lors du Tour de France 2022 sont répertoriés dans le tableau ci-dessous.
| Rang | Équipe                             | Pays                | Gains     | Meilleur classement général | Victoire(s) d'étape | Maillot jaune (jours) | Classements annexes                                            |
| ---- | ---------------------------------- | ------------------- | --------- | --------------------------- | ------------------- | --------------------- | -------------------------------------------------------------- |
| 1er  | Jumbo-Visma                        | Pays-Bas            | 740 850 € | 1er                         | 6                   | 15                    | Classement par points Classement de la montagne Super combatif |
| 2e   | UAE Team Emirates                  | Émirats arabes unis | 325 460 € | 2e                          | 3                   | 5                     | Classement du meilleur jeune                                   |
| 3e   | Ineos Grenadiers                   | Grande-Bretagne     | 236 810 € | 3e                          | 1                   |                       | Classement par équipe                                          |
| 4e   | Groupama-FDJ                       | France              | 143 860 € | 4e                          |                     |                       |                                                                |
| 5e   | Bora-Hansgrohe                     | Allemagne           | 82 440 €  | 5e                          |                     |                       |                                                                |
| 6e   | Alpecin-Deceuninck                 | Belgique            | 60 130 €  | 59e                         | 2                   |                       |                                                                |
| 7e   | Trek-Segafredo                     | États-Unis          | 58 240 €  | 24e                         | 1                   |                       |                                                                |
| 8e   | Team BikeExchange-Jayco            | Australie           | 58 170 €  | 22e                         | 2                   |                       |                                                                |
| 9e   | EF Education-EasyPost              | États-Unis          | 57 100 €  | 12e                         | 1                   |                       |                                                                |
| 10e  | Arkéa-Samsic                       | France              | 56 980 €  | 41e                         |                     |                       |                                                                |
| 11e  | Intermarché-Wanty-Gobert Matériaux | Belgique            | 47 810 €  | 7e                          |                     |                       |                                                                |
| 12e  | Barhain Victorious                 | Bahreïn             | 46 840 €  | 13e                         |                     |                       |                                                                |
| 13e  | Israel-Premier Tech                | Israël              | 43 770 €  | 23e                         | 2                   |                       |                                                                |
| 14e  | Movistar                           | Espagne             | 43 000 €  | 20e                         |                     |                       |                                                                |
| 15e  | Quick-Step Alpha Vinyl             | Belgique            | 41 430 €  | 95e                         | 2                   | 1                     |                                                                |
| 16e  | Cofidis                            | France              | 40 350 €  | 39e                         |                     |                       |                                                                |
| 17e  | Team DSM                           | Pays-Bas            | 38 350 €  | 6e                          |                     |                       |                                                                |
| 18e  | AG2R Citroën                       | France              | 19 870 €  | 11e                         | 1                   |                       |                                                                |
| 19e  | TotalEnergies                      | France              | 17 060 €  | 56e                         |                     |                       |                                                                |
| 20e  | Astana Qazaqstan                   | Kazakhstan          | 14 000 €  | 8e                          |                     |                       |                                                                |
| 21e  | B&B Hotels-KTM                     | France              | 12 740 €  | 33e                         |                     |                       |                                                                |
| 22e  | Lotto-Soudal                       | Belgique            | 10 140 €  | 72e                         |                     |                       |                                                                |

## Documentaires
- 2022 :  Tour de France réalisé par Yann L'Hénoret
- 2023 : Tour de France : Au cœur du peloton

## Aspects extra-sportifs

ARD (2019)

Rai Sport (2022)

### Médiatisation de l'épreuve
- France TV Sport - France
- Eurosport France - France
- Eurosport - Europe
- ARD - Allemagne
- RTBF - Belgique
- VRT - Belgique
- DKTV2 - Danemark
- RTVE - Espagne
- Rai Sport - Italie
- TG4 - Irlande
- RTL - Luxembourg
- TV2 - Norvège
- NOS - Pays-Bas
- S4C - Pays de Galles
- RTP - Portugal
- Česká televize - République Tchèque
- ITV - Royaume-Uni
- EiTB - Pays Basque
- RTVS - Slovaquie
- RTV SLO - Slovénie
- SRG SSR - Suisse
- ESPN International - Amérique latine et Caraïbes
- Claro Sports -  Amérique Latine
- DirecTV - Amérique Latine
- TCS - Salvador
- CaracolTV - Colombie
- FloBikes - Canada
- NBC Sports - États-Unis
- Virgin Media Sport - Irlande
- Teleamazonas - Équateur
- Supersport - Afrique subsaharienne
- Global Cycling Network - Asie du Sud Est
- Eurosport - Asie du Sud Est
- BeIn Sports - Moyen-Orient et Afrique du Nord
- CCTV - Chine
- Zhibo TV - Chine
- J Sports - Japon
- Sky Sport - Nouvelle-Zélande
- SBS - Australie
- TV5 Monde - États-Unis - Afrique - Moyen-Orient - Amérique du Sud

Le Tour de France 2022 a été marqué une nouvelle fois par de bonnes audiences pour France Télévisions. 4 millions de téléspectateurs (41,3 % de part d'audience) ont suivi en moyenne les 21 étapes retransmises en direct sur France 2, en progression par rapport à l'édition précédente. Au total, la compétition a été suivie par près de 41,5 millions de téléspectateurs. L'étape reine du 14 juillet, entre Briançon et l'Alpe d'Huez, a obtenu la meilleure audience pour une étape du Tour depuis 2003, ce sont 6,4 millions de téléspectateurs en moyenne qui ont regardé la course sur France 2.

### Partenaires

Maillot blanc du meilleur jeune.

- Les partenaires majeurs du Tour 2022 sont inchangés, à savoir LCL, Skoda, E.Leclerc, Krys et Continental, respectivement du maillot jaune, vert, à pois, blanc et des vainqueurs d'étape.
- Les deux diffuseurs officiels sont France TV Sport et le réseau Eurovision.
- Parmi les partenaires officiels, on retrouve Vittel, Orange, Century 21, le chronométreur officiel Tissot, NTT, AG2R La Mondiale, Shimano, le partenaire du prix de la combativité Antargaz et celui du classement par équipes Namedsport. Un changement notable puisque Santini devient le fournisseur des différentes tuniques, à la place du Coq sportif[33]. Lastminute.com, le département Hauts-de-Seine et Strava s'ajoutent à la liste.
- Les fournisseurs officiels sont Cochonou, Le Gaulois, Bostik, Senseo, Logis de France, Banane de Guadeloupe & Martinique, Sodexo, Adecco, FDJ, Domitys, Yamaha, Puget, AkzoNobel et Lesieur. Jules, Tourtel Twist et Waze intègrent la liste des fournisseurs officiels.
- Haribo et X-TRA sont encore les supporters officiels du Tour.
- Doublet, XPO Logistics, Gruau, DNP, Norauto représentent les partenaires techniques.
- Les trois partenaires média officiels sont Le Parisien, France Info et France Bleu.
- Pas de changement pour les partenaires institutionnels : Les Départements de France, l'Association des maires de France, le Ministère de l'Intérieur et Ecosystem.